# Hasbro
Hasbro, Inc. (/ˈhæzbroʊ/; o abreviere silabică a fostului său nume, Hassenfeld Brothers) este o companie americană multinațională de fabricare de jucării și de holding de divertisment fondată pe 6 decembrie 1923 de Henry, Hillel și Herman Hassenfeld și are sediul în Pawtucket, Rhode Island. Hasbro deține mărcile înregistrate și produsele Kenner, Milton Bradley, Parker Brothers și Wizards of the Coast, printre altele. Din august 2020, peste 81,5% din acțiuni au fost deținute de instituții financiare mari.
Printre produsele sale se numără Transformers, G.I. Joe, Power Rangers, Rom the Space Knight, Micronauts, M.A.S.K., Monopoly, Furby, Nerf, Twister, Micul meu ponei și, cu achiziția lui Entertainment One (acum Lionsgate Canada) în 2019, Purcelușa Peppa și Eroii în pijama. Marca Hasbro a dat naștere și la seriale TV ca Family Game Night pe canalul Discovery Family, un parteneriat cu Warner Bros. Discovery. Este fostul părinte al companiei de divertisment și mass media Entertainment One. Hasbro a vândut eOne la Lionsgate pentru 500 de milioane de $ în 2023; totuși, a păstrat mărcile de familie ale eOne și acțiunile lui eOne în Astley Baker Davies, așezându-le sub o nouă subsidiară numită Hasbro Entertainment. Compania și-a aniversat centenariul pe 6 decembrie 2023.